# كوتا أوكي
كوتا أوكي مواليد 27 أبريل 1987 في شيغا، اليابان، هو لاعب كرة قدم ياباني يلعب لمنتخب اليابان لكرة القدم كمهاجم.

## المسيرة الاحترافية

### أندية لعب لها
- جيف يونايتد إتشيهارا تشيبا

## روابط خارجية
- كوتا أوكي على موقع الاتحاد الدولي (مؤرشف)  (الإنجليزية)
- كوتا أوكي على موقع رابطة كرة القدم اليابانية للمحترفين (اليابانية)
- كوتا أوكي على موقع قاعدة بيانات كرة القدم.إي يو (الإنجليزية)
- كوتا أوكي على موقع Soccerway.com (الإنجليزية)
- كوتا أوكي على موقع عالم كرة القدم.نت (الإنجليزية)